# أندلاو
أندلاو (بالفرنسية: Andlau)‏ هي بلدية تقع في إقليم الراين الأسفل من منطقة ألزاس في شمال شرق فرنسا. تبلغ مساحة هذه المدينة 23.69 (كم²)، يبلغ عدد سكانها 1833 نسمة حسب إحصاء المعهد الوطني للإحصاء والدراسات الاقتصادية سنة 2009 م. وترأس Fabien Bonnet البلدية خلال فترة (2008 - 2014).

## معرض صور

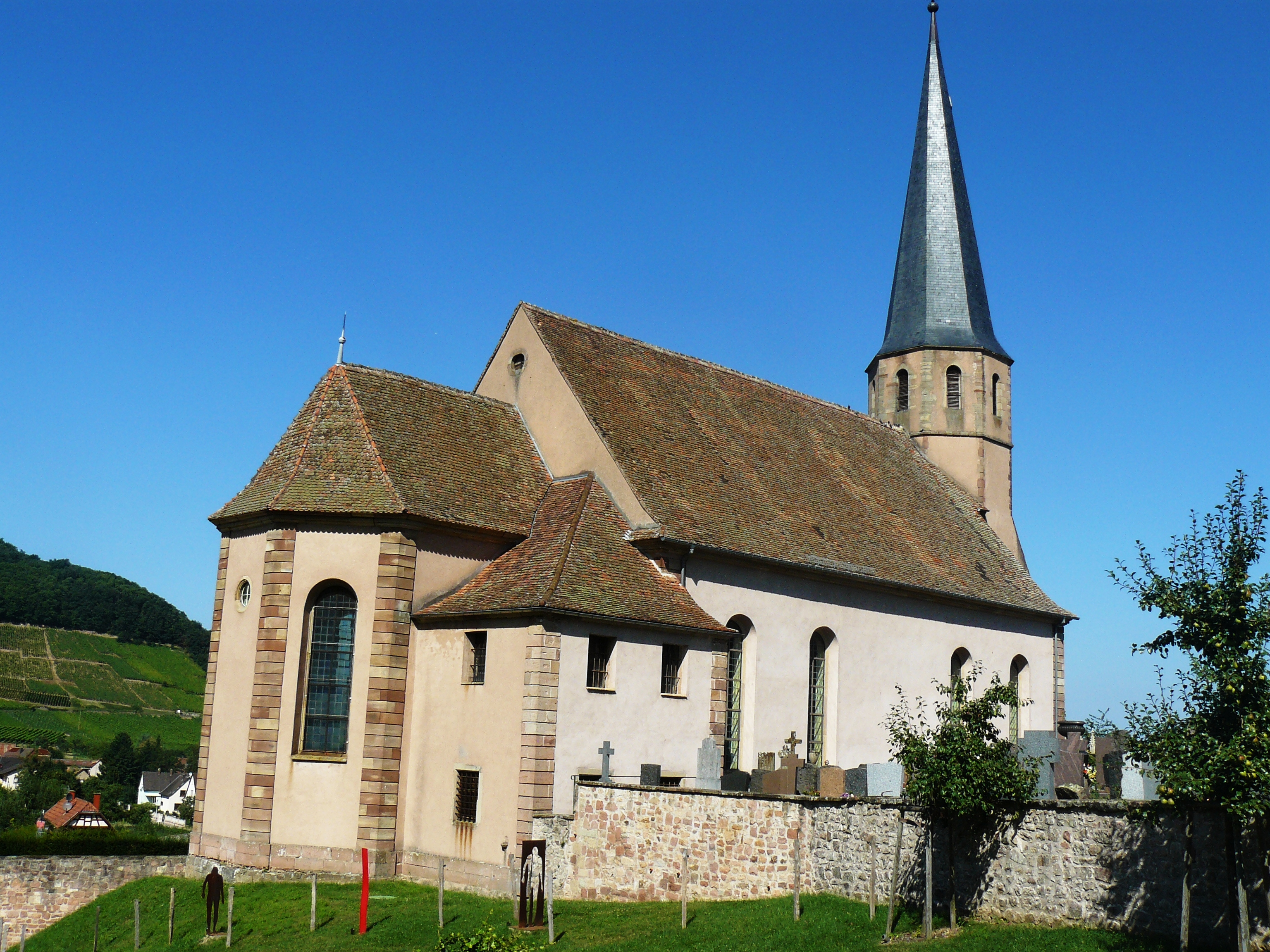
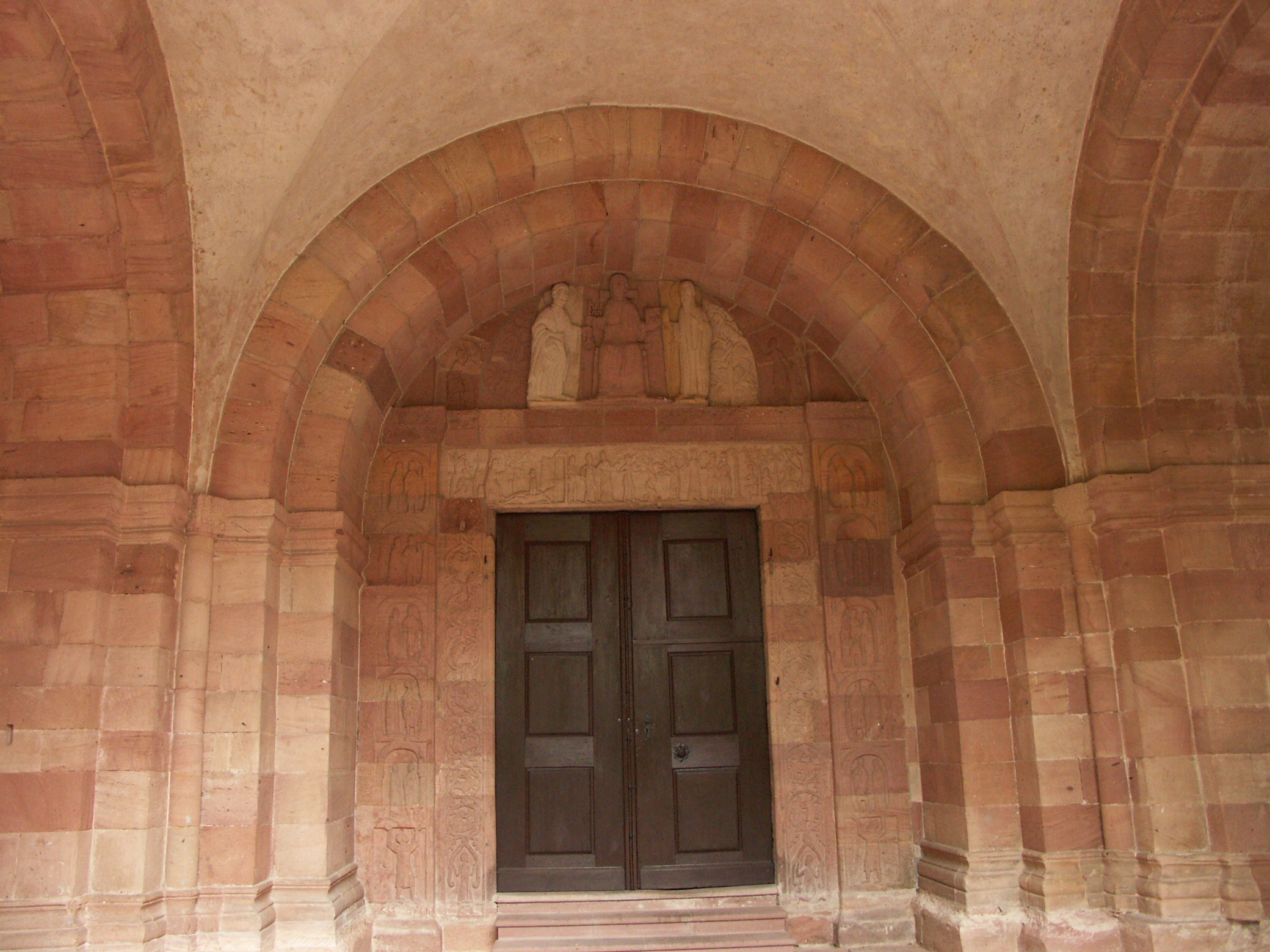
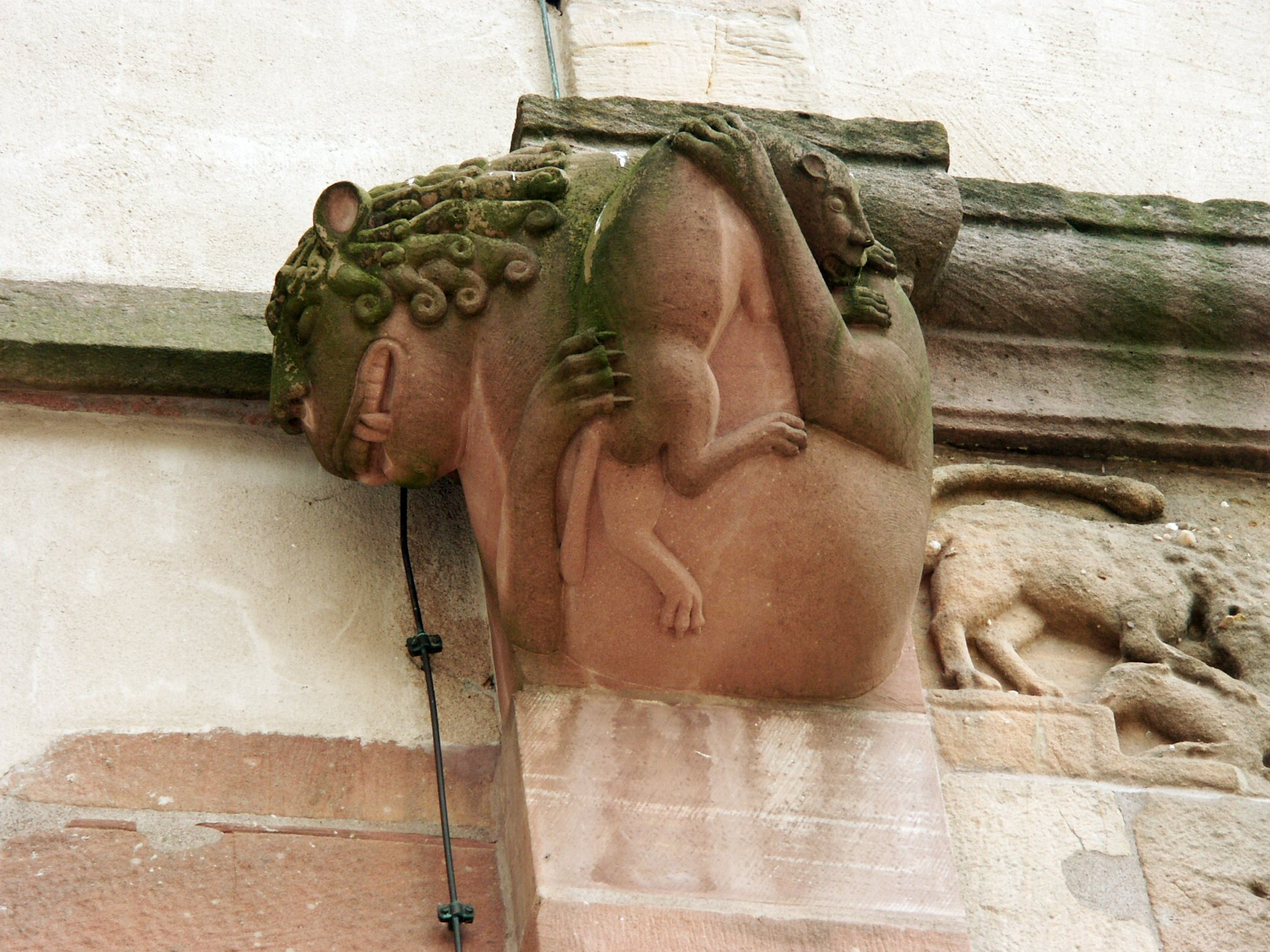
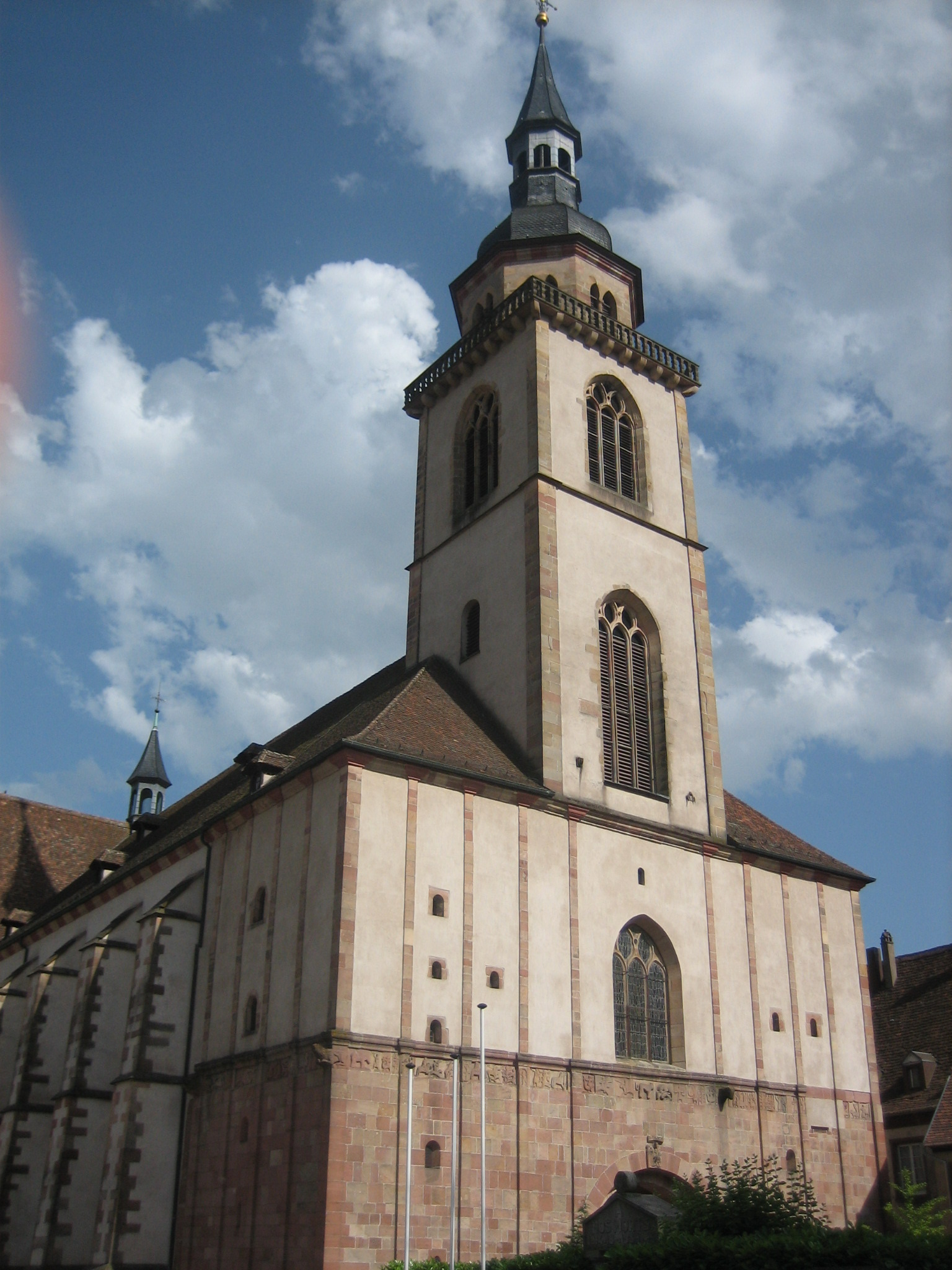

## وصلات خارجية
- صفحة البلدية على موقع المعهد الوطني للإحصاء والدراسات الاقتصادية